# Пузанов, Иван Терентьевич
Иван Терентьевич Пузанов (1923—2007) — советский военный. Участник Великой Отечественной войны. Герой Советского Союза (1945). Гвардии полковник.

## Биография
Иван Терентьевич Пузанов родился 10 июня 1923 года в посёлке Щербиновка (ныне посёлок городского типа, входящий в Бахмутский район Донецкой области Украины) в крестьянской семье. Украинец. Окончил семь классов неполной средней школы. Перед войной поступил в Кунгурский лесотехникум, с четвёртого курса которого 2 марта 1942 года был призван в ряды Рабоче-крестьянской Красной Армии Кунгурским районным военкоматом Молотовской области.
Из Кунгура Ивана Терентьевича направили в Ирбит, где в эвакуации находилось Смоленское артиллерийское училище. Окончив ускоренные офицерские артиллерийские курсы, в начале октября 1942 года младший лейтенант И. Т. Пузанов прибыл на Воронежский фронт и был назначен командиром огневого взвода 566-го артиллерийского полка 160-й стрелковой дивизии 6-й армии. Боевое крещение принял в оборонительных боях на верхнем Дону в районе села Коротояк. 19 декабря 1942 года 6-я армия была передана Юго-Западному фронту, на котором младший лейтенант И. Т. Пузанов участвовал в Острогожско-Россошанской операции. В последних числах января 1943 года 160-я стрелковая дивизия была придана 3-й танковой армии и принимала участие в Третьей битве за Харьков. Иван Терентьевич в составе своего подразделения освобождал города Люботин и Харьков. В ходе немецкого контрудара под Харьковом дивизия, в которой служил младший лейтенант Пузанов, сражалась в составе 69-й армии. После того, как продвижение немецко-фашистских войск было остановлено на рубеже Северского Донца, 69-я армия была выведена в резерв Воронежского фронта. 18 апреля 1943 года за отличие в боях 160-я стрелковая дивизия была преобразована в 89-ю гвардейскую, а её 566-й артиллерийский полк стал 196-м гвардейским.
В преддверии Курской битвы 89-я гвардейская стрелковая дивизия заняла позиции к северу от Белгорода в районе слияния рек Липовый Донец и Северский Донец. 9 июля 1943 года огневой взвод 1-й батареи 196-го гвардейского артиллерийского полка под командованием гвардии младшего лейтенанта И. Т. Пузанова стойко удерживал оборонительные позиции у села Хохлово. Артиллеристы Пузанова отразили две атаки мотопехоты противника при поддержке танков, уничтожив при этом до 110 вражеских солдат и офицеров, 1 миномёт и 4 пулемётные точки. Под давлением превосходящих сил немцев 89-я гвардейская стрелковая дивизия отошла на заранее подготовленные позиции. 18 июля 1943 года дивизия в составе 69-й армии была передана Степному фронту и 3 августа перешла в наступление в рамках Белгородско-Харьковской операции. Во время наступательных действий на белгородском направлении гвардии младший лейтенант Пузанов с двумя уцелевшими орудиями своего взвода находился в боевых порядках своей пехоты. 4 августа 1943 года на подступах к Белгороду огнём с прямой наводки Иван Терентьевич уничтожил 2 пулемётных гнезда, 1 артиллерийское орудие и до 80 солдат неприятеля, дав возможность передовым частям дивизии ворваться в северные кварталы города. 5 августа 1943 года город Белгород был освобождён от немецко-фашистских захватчиков. За отличие в боях на Курской дуге и при освобождении Белгорода Иван Терентьевич был награждён своей первой боевой наградой — медалью «За отвагу». Белгородско-Харьковскую операцию 89-я гвардейская стрелковая дивизия завершала уже в составе 53-й армии Степного фронта. С середины августа 1943 года и до конца месяца И. Т. Пузанов участвовал в уличных боях в Харькове.
После ликвидации последних очагов сопротивления в Харькове 89-я гвардейская стрелковая дивизия в составе 37-й армии Степного фронта включилась Битву за Днепр. И. Т. Пузанов, к началу Полтавско-Кременчугской операции произведённый в гвардии лейтенанты, принимал участие в разгроме немецко-фашистских войск в Левобережной Украине. В бою у села Комендантовка 20 сентября 1943 года был ранен командир батареи и Иван Терентьевич принял командование батареей на себя. При прорыве немецкой обороны на рубеже Саловка — Карповка огнём батареи гвардии лейтенант Пузанов подавил огонь 3 артиллерийских орудий противника, уничтожил пулемёт и до 20 вражеских солдат, обеспечив выход стрелковых подразделений к Днепру в районе села Келеберда. Вечером 1 октября 1943 года гвардии лейтенант И. Т. Пузанов организовал переправу своего взвода на захваченный штурмовыми отрядами дивизии плацдарм у озера Червяково-Речице в районе села Успенка и в течение двух часов под артиллерийским и миномётным огнём противника без потерь переправил через Днепр личный состав и материальную базу без потерь. С утра 2 октября 1943 года гвардейцы Пузанова, выкатив орудия на прямую наводку, участвовали в отражении контратак противника, в течение дня подбив немецкий танк, уничтожив два пулемёта с расчётами и до 60 вражеских солдат. 3 октября 1943 года огневой взвод Пузанова оказал большую помощь своей пехоте по улучшению занимаемых позиций. При отражении очередной контратаки врага артиллеристы огнём с прямой наводки уничтожили 2 автомашины с немецкими автоматчиками. Этим воспользовались стрелковые подразделения, которые перешли в атаку и заняли тактически важную высоту 60,1.
Сконцентрировав к середине октября 1943 года на завоёванных на правом берегу плацдармах достаточные силы, войска Степного фронта (с 20 октября 1943 года — 2-й Украинский фронт) перешли в наступление в рамках Пятихатской операции. При прорыве вражеской обороны и в последующих боях с 15 по 19 октября огневой взвод гвардии лейтенанта И. Т. Пузанова находился в боевых порядках наступающей пехоты и обеспечивал её продвижение вперёд. При этом артиллеристы подбили два вражеских танка, уничтожили 4 автомашины с войсками и грузами, подавили огонь батареи реактивных миномётов, 3 пулемётных точек и двух миномётов, истребили до батальона пехоты неприятеля.
В 1944 году 89-я гвардейская стрелковая дивизия сражалась на 2-м и 3-м Украинских фронтах в составе 53-й и 5-й ударной армий за освобождение Правобережной Украины и Молдавии. И. Т. Пузанов принимал участие в Кировоградской, Корсунь-Шевченковской, Уманско-Ботошанской и Ясско-Кишинёвской операциях, в составе своего подразделения освобождал столицу Молдавской ССР город Кишинёв. К осени 1944 года Иван Терентьевич получил звание гвардии старшего лейтенанта и принял под командование 2-ю батарею 1-го артиллерийского дивизиона 196-го гвардейского артиллерийского полка. В начале сентября 1944 года 5-я ударная армия, в подчинении которой находилась 89-я гвардейская стрелковая дивизия, была передислоцирована в район Ковеля и включена в состав 1-го Белорусского фронта. Осенью 1944 года Иван Терентьевич участвовал в тяжёлых боях на южных подступах к Варшаве. Особо отличился в ходе Варшавско-Познанской фронтовой операции, проведённой в рамках Висло-Одерской стратегической операции.
14 января 1945 года войска 1-го Белорусского фронта перешли в наступление с удержанных на левом берегу Вислы плацдармов. 89-я гвардейская стрелковая дивизия 5-й ударной армии наступала с Магнушевского плацдарма. При прорыве сильно укреплённой и глубоко эшелонированной обороны противника у населённого пункта Станиславув (Stanisławów) огнём своей батареи гвардии старший лейтенант И. Т. Пузанов уничтожил 3 пулемётные точки и два ДЗОТа, дав возможность пехоте продвинуться вперёд и овладеть траншеями врага. Немцы пытались оказать сопротивление наступающим частям дивизии. В районе населённого пункта Аугустов (Augustów) они пять раз переходили в контратаку, но артиллеристы Пузанова, выдвинув орудия на прямую наводку, встречали их губительным огнём. Понеся большие потери, противник отступил, и стрелковый батальон беспрепятственно занял опорный пункт его обороны село Аугустов. Пехотинцы ушли вперёд, но пока батарея Пузанова сворачивалась в походную колонну, немецкие офицеры смогли собрать уцелевших солдат и, запросив подкреплений, вновь попытались восстановить линию обороны. Иван Терентьевич повёл личный состав батареи в атаку. В ожесточённой рукопашной схватке в траншеях гвардейцы-артиллеристы уничтожили до 20 немецких солдат и захватили два пулемёта. Подошедшее вражеское подкрепление численностью до двух взводов также было полностью уничтожено. В руки артиллеристов попали ещё два пулемёта, 4 автомашины и два артиллерийских орудия. Догоняя в походной колонне ушедшую вперёд пехоту, батарея Пузанова сумела проскочить в тыл немецкой обороны на подступах к реке Пилице. Сходу развернув орудия, том числе и трофейные, артиллеристы открыли ураганный огонь по артиллерийским позициям немцев, уничтожив расчёты вражеской батареи и захватив 4 пушки исправными. Успешные действия батареи Ивана Терентьевича позволили стрелковым подразделениям перейти в атаку и выйти на правый берег реки Пилицы юго-западнее города Варка. 15 января 1945 года в составе передовых стрелковых частей своей дивизии батарея гвардии старшего лейтенанта И. Т. Пузанова первой в полку форсировала водную преграду и оказала существенную помощь пехоте в закреплении плацдарма на левом берегу реки, уничтожив две пулемётные точки и до 25 солдат неприятеля. За образцовое выполнение боевых заданий командования на фронте борьбы с немецкими захватчиками и проявленные при этом отвагу и геройство указом Президиума Верховного Совета СССР от 27 февраля 1945 года гвардии старшему лейтенанту И. Т. Пузанову было присвоено звание Героя Советского Союза.
31 января 1945 года передовые части 5-й ударной армии вышли к реке Одер в районе города Кюстрин. В ночь с 1 на 2 февраля 1945 года её штурмовые отряды по тонкому льду форсировали реки и заняли небольшой плацдарм на левом берегу реки. В числе первых через Одер переправилась и батарея гвардии старшего лейтенанта И. Т. Пузанова. До середины апреля 1945 года Иван Терентьевич участвовал в боях за удержание и расширение захваченного плацдарма, получившего название Кюстринского. 89-я гвардейская стрелковая дивизия одной из первых перешла в наступление на берлинском направлении за сутки до официального начала Берлинской операции. При прорыве обороны противника в районе населённого пункта Геншмар 15 апреля 1945 года батарея И. Т. Пузанова уничтожила 3 пункта корректировки артиллерийского огня, 4 артиллерийских орудия, миномётную батарею, 7 пулемётных гнёзд и до 40 солдат и офицеров вермахта, чем способствовала продвижению стрелковых подразделений. 16-17 апреля в бою за стратегически важный населённый пункт Лечин гвардейцы Пузанова огнём орудий подбили 2 бронетранспортёра, 2 самоходные артиллерийские установки и подавили огонь двух артиллерийских батарей неприятеля. В ходе наступления на Берлин батарея Ивана Терентьевича находилась в боевых порядках 270-го гвардейского стрелкового полка и содействовала прорыву трёх линий немецкой обороны на подступах к столице нацистской Германии. 22 апреля 1945 года гвардейцы Пузанова вместе со своей пехотой ворвались в восточные кварталы Берлина. Прокладывая стрелковым подразделениям путь к центру города, Иван Терентьевич со своими бойцами участвовал в штурме Силезского вокзала, прикрывал переправу полка через Шпрее в районе Дворцового моста, обеспечивал продвижение своей пехоты по Унтер-ден-Линден. Боевой путь гвардии старший лейтенант И. Т. Пузанов завершил 2 мая 1945 года в центре Берлина на территории Монетного двора.
После окончания Великой Отечественной войны И. Т. Пузанов продолжал службу в вооружённых силах СССР до 1970 года. В запас Иван Терентьевич уволился с должности командира дивизиона в звании подполковника. Позднее ему было присвоено звание полковника запаса. Жил И. Т. Пузанов в городе Ленинграде (С 6 сентября 1991 года — Санкт-Петербург). До 1993 года трудился в ОАО «Электронкомплекс». Участвовал в парадах на Красной площади в Москве в 1995 и 2000 годах. 28 февраля 2007 года Иван Терентьевич скончался. Похоронен в Санкт-Петербурге на Никольском кладбище Александро-Невской лавры.

## Награды
- Медаль «Золотая Звезда» (27.02.1945);
- орден Ленина (27.02.1945);
- орден Александра Невского (23.05.1945);
- орден Отечественной войны 1-й степени (11.03.1985);
- орден Красной Звезды (22.10.1943);
- медали, в том числе:
  - медаль «За отвагу» (21.08.1943);
  - медаль «За боевые заслуги»;
  - медаль «За победу над Германией в Великой Отечественной войне 1941-1945 гг.»;
  - медаль «За взятие Берлина».

## Документы
- Общедоступный электронный банк документов «Подвиг Народа в Великой Отечественной войне 1941—1945 гг.» Дата обращения: 1 июля 2013. Архивировано из оригинала 13 марта 2012 года.

Представление к званию Героя Советского Союза. Дата обращения: 1 июля 2013. Архивировано 4 июля 2013 года.
Указ Президиума Верховного Совета СССР о присвоении звания Героя Советского Союза. Дата обращения: 1 июля 2013. Архивировано 4 июля 2013 года.
Орден Александра Невского (наградной лист и приказ о награждении). Дата обращения: 1 июля 2013. Архивировано 4 июля 2013 года.
Орден Отечественной войны 1-й степени (информация из карточки награждённого к 40-летию Победы. Дата обращения: 1 июля 2013. Архивировано 4 июля 2013 года.
Орден Красной Звезды (наградной лист и приказ о награждении). Дата обращения: 1 июля 2013. Архивировано 4 июля 2013 года.
20912818 Медаль «За отвагу» (наградной лист и приказ о награждении). Дата обращения: 1 июля 2013. Архивировано 4 июля 2013 года.